# Vol. II
A Vol. II a Cartel de Santa együttes második stúdióalbuma, az album 2004-ben jelent meg.

## Az album dalai
1. Blah, Blah, Blah – 2:58
2. El Dolor del Micro (ft. Julieta Venegas) – 4:35
3. Conexión Puerto Rico (ft. Tego Calderon) – 3:39
4. El Arte Del Engaño – 4:22
5. Mi Segundo Nombre Es Fiesta (ft. JL Amazu) – 3:47
6. Crónica Babilonia – 4:52
7. Mi Chiquita – 4:48
8. Solo Son Niños – 3:32
9. La Plaga del Rap (ft. Arianna Puello) – 4:10
10. ¿Que Más Les Puedo Decir? – 4:36
11. Escucha – 2:25
12. Himno a La Jauria – 3:38
13. Del Sur A Norte (ft. Real Academia de la Rima) – 3:57
14. La Llamada – 3:32
15. Santa Muerte – 3:22
16. Intenta Rimar Vol. II – 3:13